# Тупинамбарана
Тупинамбарана /='лажни Тупи (Индијанци)/.- је једно од највећих ријечних острва на свијету у бразилској држави Амазонас. Његових 11.850 km² налази се у водама ријека Амазоне и Урарíа. На острву се налази градић Паринтинс, познат по свом културном фестивалу (Festival dos Bois-Bumbás) који се одржава посљедње три вечери у мјесецу јуну. Спектакла 'Воловски плес' (Ox dance) се одвија између двије групе 'волова', у ствари преобучени глумци: Гарантидо, бијели во са црвеним шеширом на своме челу и Caprichoso ('каприциозни), црни во са плавом звијездом на челу. 
Средином 17. вијека на острво долазе Језуити и граде посебно насеље за покрштавање локални Тупи Индијанаца.
Острво је добро је пошумљено. Још постоје остаци села које су 1930. подигли јапански насељеници покушавајући узгајати јуту.